# جان غيلبرت
جان غيلبرت (بالإنجليزية: Jan Gilbert)‏ هي ملحنة أمريكية، ولدت في 6 أغسطس 1946.